# Nati nel 1999
| Questa pagina contiene informazioni ricavate automaticamente dalle voci biografiche con l'ausilio del template Bio e di un bot. L'aggiornamento è periodico e automatico e ricostruisce completamente la pagina. Se manca una persona in questa lista, sei pregato di non aggiungerla, ma accertati piuttosto che la sua voce biografica contenga il template Bio e che i dati anagrafici siano correttamente compilati. Se il template Bio manca, inseriscilo tu stesso o, in alternativa, metti l'avviso {{tmp\|Bio}} che ne segnala la mancanza. Se i dati riportati sono sbagliati, correggi direttamente la voce biografica; le modifiche saranno visibili in questa lista entro pochi giorni. Per chiarimenti vedi il progetto biografie. La lista contiene solo le 4.388 persone che sono citate nell'enciclopedia e per le quali è stato implementato correttamente il template Bio. Pagina aggiornata al 18 ago 2025. |

## Senza giorno specificato(38)
- Bleuenn Battistoni, danzatrice francese
- Franz Böhm, attivista, produttore cinematografico e regista tedesco
- Cara, cantautrice italiana
- Orgilokh Dagvadorj, lottatore mongolo
- Artiom Deleanu, lottatore moldavo
- Enkhsaikhany Delgermaa, lottatrice mongola
- Kevin Doyle, giocatore di football americano statunitense
- Marius Duis, giocatore di football americano tedesco
- Ulvu Ganizade, lottatore azero
- Giovanni Gargiulo, pallavolista italiano
- Khalil Ben Gharbia, attore francese
- Nicolai Grahmez, lottatore moldavo
- Chanté Grainger, attrice sudafricana
- Buddy Handleson, attore statunitense
- Lucie Horsch, flautista olandese
- Dennis Isberg, giocatore di football americano svedese
- Bobur Islomov, lottatore uzbeko
- Luca Jeckstadt, giocatore di football americano tedesco
- Batkhuyagiin Khulan, lottatrice mongola
- Satu Laamanen, giocatrice di football americano finlandese
- Aino Lepojärvi, giocatrice di football americano finlandese
- Roberto Lira, giocatore di football americano italiano
- Nia Archives, produttrice discografica, disc jockey e cantautrice britannica
- Tamás Lévai, lottatore ungherese
- Elisa Marcantoni, artista marziale italiana
- Marta Martin, attrice tedesca
- Mohammad Reza Mokhtari, lottatore iraniano
- Emmanuel Olapade, lottatore canadese
- Emrah Ormanoğlu, lottatore turco
- Nicolo Pasetti, attore statunitense
- Verneri Rainio, giocatore di football americano finlandese
- Jake Schimenz, giocatore di football americano statunitense
- Klaas Sengstacke, giocatore di football americano tedesco
- Serlina, cantante norvegese
- Syrbaz Talgat, lottatore kazako
- Lia Thomas, nuotatrice statunitense
- Petteri Vilpponen, giocatore di football americano finlandese
- Vinícius da Silva, lottatore brasiliano